# Амирова, Сусанна Андреевна
Суса́нна Андре́евна Ами́рова (24 октября 1911, Вятка — 19 июня 2006, Пермь) — советский и российский учёный-химик, профессор, доктор технических наук, основатель и заведующая кафедрой химической технологии неорганических веществ Пермского университета (1952—1960), впоследствии — кафедры неорганических веществ Пермского политехнического института (1960—1986). Первая женщина в ППИ, защитившая докторскую диссертацию (1965). Заслуженный деятель науки и техники Российской Федерации (1995).

## Биография
В 1941 году окончила Уральский политехнический институт.
В 1941–1942 — начальник смены, сменный химик цеха Березниковского азотно-тукового завода (завод выпускал бутылки с зажигательной смесью).
В 1942–1943 — начальник цеха завода химических реактивов г. Свердловска.
В 1943–1952 — научный сотрудник, затем аспирант Уральского научно-исследовательского химического института (УНИХИМ). С 1952 — кандидат технических наук.
В 1952–1960 — заведующая кафедрой химической технологии неорганических веществ, один из организаторов технического факультета Пермского университета.
В 1960–1986 — заведующая кафедрой технологии неорганических веществ Пермского политехнического института (куда её кафедра, вместе с кафедрой  технологии металлов и энергетики Н. Н. Липчина, перешла после включения техфака в состав политехнического института).
В 1965 году стала первой женщиной Пермского политехнического института, защитившей докторскую диссертацию (тема — «Исследование обжига и хлорирования в расплаве ванадиевых соединений»). С 1968 года — профессор.
С 1988 года — главный научный сотрудник лаборатории химии и технологии ванадиевых соединений Института химии Уральского отделения Российской академии наук. С 1992 года — вновь профессор кафедры технологии неорганических веществ ППИ.

## Научная и организационно-административная деятельность
Немаловажна роль С. А. Амировой в организации технического факультета Пермского университета. В 1952 году она явилось создателем, а затем — бессменным заведующим одной из крупнейших кафедр техфака, кафедры технологии неорганических веществ (в 1960 году кафедра вошла в состав химико-технологического факультета Пермского политехнического института, и С. А. Амирова оставалась её руководителем вплоть до 1986 года, работая позже в качестве профессора).
Под её руководством успешно развивались одна из двух основных специальностей факультета — "Технология неорганических веществ". Основным направлений кафедры, имеющих большое производственно-практическое значение, было «Исследование процессов, связанных с образованием и разложением сульфатов».

Тесная связь техфака с заводами помогала избирать актуальные темы. Исследования доцентов С. В. Варгина по технологии материалов С. А. Амировой — по технологии неорганических веществ, Н. Н. Липчина — по металловедению шли параллельно или совместно с работами заводских инженеров, что практически снимало проблему внедрения''.

В ППИ разработала и читала курсы «Теория технологических процессов» (с использованием элементов проблемного обучения), «Научные основы проектирования», участвовала в разработке курса «Математическое моделирование и оптимизация ХТП» (с расчетами на ЭВМ).
Под её руководством разработаны и внедрены на Чусовском металлургическом заводе две технологии извлечения ванадия из конвертерных шлаков, что позволило решить экологические проблемы г. Чусового и получить крупный экономический эффект; разработаны и выданы исходные данные для проектирования безотходной технологии технической пятиокиси ванадия. Для Чусовского металлургического завода разработаны рекомендации по обезвреживанию сточных вод ферросплавного цеха от токсичных соединений.
В период заведования С. А. Амировой кафедрой технологии неорганических веществ выпущено около 5 тыс. инженеров-химиков-технологов, многие из которых успешно работали и работают на руководящих должностях на химических заводах и в НИИ Прикамья.
Под её руководством на химико-технологическом факультете ППИ было сформировано единое научное направление «Разработка новых принципов создания перспективных и безотходных технологий». С. А. Амирова возглавляла исследования по проблеме «Химия и технология ванадиевых соединений».
Ею было подготовлено 30 кандидатов наук, в соавторстве опубликовано свыше 260 научных работ, получено 30 авторских свидетельств, и несколько патентов Российской Федерации (см.).

## Членство в общественных и научных организациях
- Председатель методической комиссии химико-технологического факультета ППИ.
- Заместитель председателя методического совета ППИ.
- Председатель комиссии по активным методам обучения при совете ректоров г. Перми.
- Рецензент ВАК по докторским диссертациям.

## Избранные публикации
- Амирова С. А. Основы теории технологических процессов. Курс лекций для студентов специальности "Технология неорган. веществ" : [В 3 ч.] / Перм. политехн. ин-т. Кафедра технологии неорган. веществ. Пермь, 1971–1977.
- Амирова С. А. Основы теоретического анализа химико-технологических процессов: методические рекомендации: в 2 ч. / С. А. Амирова, С. В. Островский; Российская академия наук, Уральское отделение. Екатеринбург: Изд-во УрО РАН, 1992.
- Амирова С. А. Технологии извлечения ванадия из конверторных ванадиевых шлаков: учебное пособие / С. А. Амирова; Пермский государственный технический университет. Пермь: Изд-во ПГТУ, 1997. 89 с.
- Амирова С. А. Теоретические основы окисления ванадиевых шпинелей и шлаков / С. А. Амирова ; Российская академия наук, Уральское отделение; Институт химии твердого тела; Пермский государственный технический университет. Пермь : Изд-во ПГТУ, 1999. 130 с.

## Награды и звания
- Диплом почёта ВДНХ СССР.
- Почётный знак «За отличные успехи в области высшего образования СССР».
- Заслуженный деятель науки и техники РСФСР (1992).
- Занесена в галерею Трудовой славы Пермской области.